# Туреччина на літніх Олімпійських іграх 1948
Туреччина брала участь у Літніх Олімпійських іграх 1948 року в Лондоні (Велика Британія) у восьмий раз за свою історію, і завоювала чотири срібні, шість золотих і дві бронзові медалі. Країну представляли 58 спортсменів (57 чоловіків, 1 жінка).

## Медалісти
| Медаль | Спортсмен       | Вид спорту     | Дисципліна                                    |
| ------ | --------------- | -------------- | --------------------------------------------- |
| Золото | Мехмет Октав    | Боротьба       | Чоловіки, греко-римська боротьба, до 62 кг    |
| Золото | Ахмет Кіреччі   | Боротьба       | Чоловіки, греко-римська боротьба, понад 87 кг |
| Золото | Насух Акар      | Боротьба       | Чоловіки, вільна боротьба, до 57 кг           |
| Золото | Газанфер Більге | Боротьба       | Чоловіки, вільна боротьба, до 62 кг           |
| Золото | Джелал Атік     | Боротьба       | Чоловіки, вільна боротьба, до 67 кг           |
| Золото | Яшар Догу       | Боротьба       | Чоловіки, вільна боротьба, до 73 кг           |
| Срібло | Кенан Олджай    | Боротьба       | Чоловіки, греко-римська боротьба, до 52 кг    |
| Срібло | Мухліс Тайфур   | Боротьба       | Чоловіки, греко-римська боротьба, до 79 кг    |
| Срібло | Халіт Баламир   | Боротьба       | Чоловіки, вільна боротьба, до 52 кг           |
| Срібло | Адиль Джандемир | Боротьба       | Чоловіки, вільна боротьба, до 79 кг           |
| Бронза | Халіль Кая      | Боротьба       | Чоловіки, греко-римська боротьба, до 52 кг    |
| Бронза | Рухи Сариалп    | Легка атлетика | Чоловіки, потрійний стрибок                   |